# Bellura melanopyga
Bellura melanopyga là một loài bướm đêm trong họ Noctuidae.